# Natuurlijke gezinsplanning
Natuurlijke gezinsplanning (Natural Family Planning of NFP in het Engels) is een verzamelbegrip voor gezinsplanningsmethodes die niet ingrijpen in de fysiologie van man of vrouw. Deze methodes kunnen zowel gebruikt worden als contraceptie als bij kinderwens.

## Historiek
Het idee dat er in de cyclus van de vrouw vruchtbare en onvruchtbare dagen zijn, is al heel oud. Toch is het pas in de twintigste eeuw dat de kennis hierrond merkbaar toenam en tot bredere lagen van de bevolking doordrong.
De Nederlandse gynaecoloog Theodoor van de Velde (1873-1937) had reeds in 1904 een verband gelegd tussen de stijging van de basale lichaamstemperatuur en de eisprong. Deze kennis werd aanvankelijk echter louter als wetenschappelijke achtergrondinformatie beschouwd en niet écht gebruikt.
In 1929 publiceerde de Oostenrijker Hermann Knaus (1892-1970) de resultaten van zijn onderzoeken in Cambridge, waar hij had ontdekt dat de eisprong 12 tot 16 dagen vóór de volgende menstruatie plaats vindt. Begin 1930 reageerde de Japanner Kyusaku Ogino (1882-1975) op een artikel van Knaus met de resultaten van zijn eigen onderzoek, die tot dezelfde conclusie leidden.
In Nederland is het de katholieke arts Johannes Nicolaas Josephus Smulders (1872-1939) die de bekende kalendermethode in het boek 'Periodieke onthouding in het Huwelijk: Methode Ogino -Knaus' reeds in 1930 bekend maakte. Later zou zijn werk worden verdergezet door de gynaecoloog Johannes Gerardus Henricus Holt (1898-1964) in zijn boek 'Het getij', waarin hij vanaf de jaren 50 de inzichten van Van de Velde, over de basale lichaamstemperatuur verwerkte. Deze kalendermethode bleek echter weinig betrouwbaar als geboorteregelingsmethode en leidde weliswaar vaak tot kleinere gezinnen, maar toch met een aantal ongeplande zwangerschappen.
Intussen publiceerde de Duitse priester - die ooit geneeskundestudies had aangevat - Wilhelm Hillebrand rond 1935 de eerste temperatuurmethode. Deze methode werd in Duitsland in 1954 opnieuw onder de aandacht van het publiek gebracht door de hoogleraar gynaecologie in München prof. Gerhard Döring (1920-1992). De correct toegepaste temperatuurmethode bleek zeer betrouwbaar, maar vereiste soms een lange onthoudingsperiode, waardoor ze vaak praktisch niet haalbaar bleek.
Vanaf de jaren 50 ontwikkelde de Australische neuroloog John Billings en zijn echtgenote dr. Evelyn Billings de zogenaamde ovulatiemethode of Billingsmethode. Deze is gebaseerd op de waarneming door de vrouw van het baarmoederhalsslijm en geldt naar de hoge westerse normen als te onbetrouwbaar.
De symptothermale methode combineert de waarneming van de lichaamstemperatuur en het cervixslijm. Ze werd voor het eerst in 1965 door de Oostenrijkse arts Josef Rötzer bekend gemaakt. Vooral in Oostenrijk en Zuid-Duitsland bouwde hij een schriftelijke consultatiedienst op. In 1981 werd in Duitsland de Arbeitsgruppe NFP opgericht. Deze heeft in een door het Duitse Bondsministerie voor het Gezin gesubsidieerd project in de jaren 1984-1991 de basis gelegd van een verbeterde symptothermale methode met een degelijke pedagogische onderbouw, waardoor deze methode de vergelijking met andere betrouwbare contraceptiva zoals pil en spiraal doorstaan.

## Verschillende methodes

### Kalendermethodes
Deze methodes zijn zuiver statistische methodes en gaan uit van een zekere regelmaat van de vrouwelijke cyclus. De eerste kalendermethodes werden ontwikkeld door de Japanner Kyusaku Ogino (1882-1975) en de Oostenrijker Hermann Knaus (1892-1970). In het Nederlandse taalgebied werd de kalendermethode geïntroduceerd door de Nederlandse arts Johannes Nicolaas Josephus Smulders (1872-1939). De kalendermethode is ook gekend onder de benaming ‘periodieke onthouding’ of ‘Vaticaanse Roulette’. Deze laatste benaming ontstond doordat de Rooms-Katholieke Kerk enkel natuurlijke methodes aanvaardbaar achtte (wat nog steeds het geval is), maar destijds toch ook een – zij het beperkt – aantal onverwachte zwangerschappen optraden. Met name bij plotse onregelmatige cycli werd de kalendermethode minder betrouwbaar.
De verschillende kalendermethodes (naast Ogino, Knaus en Smulders hebben nog andere artsen eigen kalendermethodes ontwikkeld) maken eigen berekeningen op basis van vorige cycli (meestal 12) om het begin en het einde van de vruchtbare periode te bepalen. Men neemt dan de kortste cyclus uit de 12 voorafgaande cycli en trekt daar een aantal dagen af om het begin van de vruchtbare fase te bepalen. De langste cyclus min een aantal dagen, bepaalt dan het einde van de vruchtbare fase. Het zijn de uitschieters die kunnen zorgen voor een onverwachte zwangerschap, vaak een zogenaamd ‘nakomertje’. Tijdens de overgangsjaren (premenopauze) worden de cycli immers erg onregelmatig, waardoor de kalenderberekeningen helemaal niet meer betrouwbaar zijn. Hoewel een vrouw in die levensfase minder vruchtbaar is, kan ze soms toch nog zwanger worden.
De meeste moderne apps die op het internet en op de app-stores circuleren, baseren zich nog steeds op deze primitieve kalenderberekeningen en zijn daardoor weinig betrouwbaar. Dit geldt zeker voor vrouwen met onregelmatige cycli (zoals aan het begin en het einde van de vruchtbare levensfase, dus bij jonge vrouwen en vrouwen in de premenopauze).

### ‘Fertility Awareness Based’ Methodes (FAM)

#### Algemeen
Moderne natuurlijke methodes baseren zich niet meer op statistische berekeningen (kalender), maar op de waarneming van de vruchtbaarheidstekens bij de vrouw. De man is immers altijd vruchtbaar vanaf de puberteit (eerste zaadlozing) tot op hoge leeftijd. Weliswaar gaat de vruchtbaarheid van de man op en af en neemt ze sowieso op hogere leeftijd af, maar dit volstaat niet om een betrouwbare gezinsplanningsmethode op te baseren.
De vrouw is echter wel cyclisch vruchtbaar.
Elke maand beginnen onder invloed van het Follikelstimulerend Hormoon (FSH) een aantal eicellen in de eierstokken te rijpen. Het follikeltje (eiblaasje) waarin de eicel zich bevindt, produceert op zijn beurt het hormoon oestrogeen, dat op verschillende plaatsen in het lichaam van de vrouw een uitwerking heeft. Zo zal het oestrogeen in de crypten van de baarmoederhals (cervix) een slijm (cervixslijm) produceren, dat het zure milieu van de vagina neutraliseert. Daardoor kunnen zaadcellen een vijftal dagen in het lichaam van de vrouw overleven. Hoe meer oestrogeen, hoe vruchtbaarder de vrouw, hoe dichter de eisprong nadert. Als er een echte oestrogeenpiek ontstaat, wordt het Luteïniserend hormoon vanuit de hersenen afgescheiden en vindt de eisprong of ovulatie plaats. Dan kan de eicel nog een 12-18 uur bevrucht worden. Het opengebarsten follikeltje dat de eicel heeft vrijgegeven, verkleurt en wordt geel (het gele lichaam of corpus luteum). Dit produceert nu het hormoon progesteron dat eveneens een uitwerking heeft in het lichaam van de vrouw. Het zorgt ervoor dat de baarmoedermond zich sluit, het cervixslijm opdroogt en een prop vormt, dat het baarmoederslijmvlies (endometrium) zich verder ontwikkelt en klaarmaakt voor een eventuele zwangerschap. Ook de borstklieren worden op een mogelijke zwangerschap voorbereid. En opvallend is de merkbare stijging van de basale lichaamstemperatuur, de temperatuur van het lichaam in rust. Uiterlijk 24 uur na de eisprong is een bevruchting onmogelijk en begint de onvruchtbare fase tot aan de volgende menstruatie. Als na 12 à 16 dagen geen bevruchte eicel zich innestelt, stopt de werking van het gele lichaam (dus geen progesteronproductie meer) breekt het baarmoederslijmvlies zich af en volgt de regelbloeding of menstruatie. Een nieuwe cyclus begint.

#### Temperatuurmethode
De eerste stap was al in de jaren 30 de ontwikkeling van de eerste temperatuurmethode. Om zeker te zijn dat de ovulatie kon bepaald worden, werden vrij strenge regels gehanteerd. Drie opeenvolgende dagen met minimaal 0,2°C hoger dan de voorafgaande 6 lage temperaturen. Daardoor kwamen vaak cycli voor zonder onvruchtbare dagen. Theoretisch was deze methode heel betrouwbaar, maar in de praktijk dus moeilijk hanteerbaar. De temperatuurmethode werd vaak ook gecombineerd met de kalendermethode.

#### Billingsmethode of ovulatiemethode (BOM, Billings Ovulation Method)
Omdat het artsenechtpaar John en Evelyn Billings geen enkel technisch hulpmiddel (thermometer) wilden gebruiken, beperkten ze zich tot de interpretatie van het cervixslijm.
Tijdens de onvruchtbare fase is het cervixslijm klonterig of dik en vormt het een prop in de baarmoederhals. Als het slijm taai is, voelt de vagina ‘droog’. Hoe dichter de ovulatie komt, hoe gladder en helderder het slijm wordt. In de zeer vruchtbare fase wordt het ‘rekbaar’, dat wil zeggen dat het tussen twee lagen toiletpapier of tussen de vingers in draden kan worden getrokken. Na de ovulatie, wordt het slijm weer kleverig of verdwijnt het helemaal. Vanwege schommelingen in het hormoonniveau, die op hun beurt de slijmproductie beïnvloeden, kan het voorkomen dat ‘vruchtbaar’ slijm wordt waargenomen, maar zonder ovulatie. Dergelijke individuele terugvallen kunnen leiden tot de veronderstelling dat de ovulatie al heeft plaatsgevonden, waardoor de betrouwbaarheid van de methode vermindert.
De Billingsmethode geeft in de dagelijkse praktijk een Pearl-index van ongeveer 15. Dit betekent dat van de 100 vrouwen die een jaar lang (12 cycli) de methode toepassen, er ongeveer 15 zwanger worden.

#### TwoDay-methode
Dit is een vereenvoudigde Billingsmethode, die aan de Universiteit van Georgetown (VS) werd ontwikkeld om in ontwikkelingslanden aan te leren.
Vrouwen die de TwoDay-methode gebruiken, controleren hun secreties dagelijks en beantwoorden twee eenvoudige vragen: (1) “Heb ik vandaag afscheidingen genoteerd?” En (2) “Heb ik gisteren afscheidingen genoteerd?” Als het antwoord “ja” is op een van beide vragen (ze noteerde vandaag afscheidingen, of noteerde deze gisteren), beschouwt ze zichzelf vandaag als vruchtbaar. Als het antwoord 'nee' is op beide vragen, is het zeer onwaarschijnlijk dat ze vandaag zwanger zou worden als ze geslachtsgemeenschap had.
Hoewel de TwoDay-methode gebaseerd is op cervicale afscheidingen, hetzelfde vruchtbaarheidsteken als andere op symptomen gebaseerde methoden, vereist het alleen dat een vrouw de aanwezigheid of afwezigheid van die secreties controleert, om op elke dag te bepalen of ze vruchtbaar is.
Theoretisch heeft deze methode een Pearl-index van 3,5 in de dagelijkse praktijk 13,7.

#### Symptothermale methode
De symptothermale methode combineert de waarneming van de lichaamstemperatuur en het cervixslijm en/of de cervix.
TemperatuurWie het verloop van de lichaamstemperatuur, de zogenaamde basale ochtendtemperatuur, volgt, stelt vast dat er twee temperatuurniveaus zijn. Vóór de eisprong ligt de temperatuur wat lager, rond de eisprong stijgt ze merkbaar (ten minste 2/10 °C). Deze waarneming maakt het mogelijk om het begin van de onvruchtbare periode na de eisprong met zekerheid vast te leggen.
CervixslijmElke vrouw kan de veranderingen van het cervixslijm waarnemen. Wanneer in de vruchtbare fase rijkelijk slijm langs de wand van de vagina naar buiten vloeit, ontstaat in de vagina een vochtig of nat gevoel. Bij het afdeppen van de vagina kan een vrouw de kwaliteit van het cervixslijm beoordelen, of het dik of vloeibaar is en welke kleur het heeft, gelig of witachtig.
Baarmoedermond/cervixIn de loop van haar cyclus kan een vrouw door regelmatig inwendig tasten meestal duidelijk vaststellen hoe de ligging en stevigheid van de cervix en de opening veranderen. Deze zelfobservatie is niet onontbeerlijk, maar kan soms – zoals in de overgangsjaren of na een bevalling – een bijkomende hulp bieden.
Omgang met storingenOm foute interpretaties te vermijden, is het nodig om mogelijke storingsfactoren te achterhalen. Ziekte, maar ook stress, laat eten ’s avonds, verstoorde nachtrust, ongewoon alcoholgebruik en dgl. kunnen de temperatuur beïnvloeden. Ook kan het cervixslijm beïnvloed worden door infecties of gebruik van bepaalde medicatie. Bij de interpretatie van de cyclus wordt hiermee rekening gehouden. Als men met deze storingen rekening houdt, is het heel goed mogelijk om een cyclus betrouwbaar te interpreteren, zodat vruchtbare en onvruchtbare dagen duidelijk worden.

## Technologische hulpmiddelen
Doorheen de jaren zijn verschillende hulpmiddelen op de markt gekomen. Zo zijn er enerzijds allerhande computerthermometers die zich hoofdzakelijk baseren op de temperatuurmethode en anderzijds hormoontests, die veeleer een alternatief zijn voor de Billingsmethode. Daarnaast zijn er ook talrijke apps op de markt. Al deze methodes moeten echter grondig wetenschappelijk geëvalueerd worden, alvorens ze betrouwbaar kunnen worden toegepast. Dit gebeurt echter zelden in de juiste wetenschappelijke context.
Algemeen wordt de symptothermale methode Sensiplan als de 'golden standard' beschouwd voor de evaluatie van technologische hulpmiddelen en apps.

## Betrouwbaarheid
De betrouwbaarheid van een methode wordt meestal uitgedrukt in de Pearl-index. Deze geeft het aantal vrouwen weer dat met een bepaalde methode bij anticonceptief gebruik toch onverwacht zwanger is geworden. Hierbij maakt men een onderscheid tussen theoretische betrouwbaarheid (perfect use), wanneer de methode volgens de regels gebruikt werd, en gebruikersbetrouwbaarheid (typical use) in de dagelijkse praktijk.
Net als bij kunstmatige contraceptiva moet dus een onderscheid gemaakt worden tussen de verschillende methodes. Minder betrouwbare methodes kunnen worden ingezet, wanneer een zwangerschap nog welkom is. Als een zwangerschap echt moet vermeden worden, verdient de meest betrouwbare methode uiteraard de voorkeur. Belangrijk is in ieder geval een degelijke begeleiding door een erkend consulent, die de aangeboden methode grondig kent.
| Methode                             | Beschrijving | Pearl-index | Pearl-index |
| Methode                             | Beschrijving | perfect use | typical use |
| ----------------------------------- | --- | ----------- | ----------- |
| Hormoonmeting                       | Meting van cyclushormonen met teststrips in de ochtendurine van de vrouw om de eisprong te bepalen                         | 6           |             |
| Temperatuurmethode                  | Waarneming van de ochtendtemperatuur om de ovulatie te bepalen                                                             | 1           | 25          |
| Billingsmethode                     | Waarneming van de kwaliteit van het cervixslijm om de ovulatie te bepalen                                                  | 3           | 23          |
| TwoDay-methode                      | Waarneming van aanwezigheid van cervixslijm om de vruchtbaarheid te bepalen                                                | 4           | 14          |
| Symptothermale methode              | Gecombineerde interpretatie van temperatuur of cervixslijm volgens de regels van de Arbeitsgruppe NFP (Sensiplan)          | <1          | 2           |
| Kalendermethode volgens Ogino-Knaus | Kalendermethode om de vruchtbare dagen in te schatten                                                                      | 5           | 12          |
| LAM (borstvoeding)                  | Bij de Lactatie Amenorroe Methode (LAM) werkt het hormoon prolactine van 1 tot 6 maanden na de geboorte als ovulatieremmer | <1          | 2           |

## Kinderwens
In tegenstelling tot kunstmatige contraceptiva kunnen natuurlijke methodes ook gebruikt worden bij kinderwens om een zwangerschap na te streven. Ook hier moet men een onderscheid maken tussen de kalendermethode en de verschillende FAM-methodes.
Kalendermethodes baseren zich op statistische gegevens en gaan uit van een regelmatige cyclus. Vrouwen die moeilijk zwanger worden hebben echter veelal een minder regelmatige cyclus, waardoor berekeningen vaak niet tot het gewenste resultaat leiden en vrouw onnodig ongerust kunnen maken.
Vrouwen die hun vruchtbaarheid kennen dankzij de waarneming van de klassieke vruchtbaarheidstekens (cervixslijm, cervix, temperatuur) en ook bijkomende symptomen zoals ovulatiepijn, ovulatiebloeding, borstspanning en meer individuele symptomen, worden gemiddeld sneller spontaan zwanger dan vrouwen die hun eigen lichaam helemaal niet kennen.
De aanwezigheid van cervixslijm duidt op vruchtbaarheid. Naargelang de kwaliteit van het cervixslijm kan de vrouw weten of ze dichter bij de eisprong is. Ook de opening en ligging van de cervix wijst op een naderende eisprong. De temperatuurstijging wijst dan op de nakende of net voorbije eisprong. Seksuele gemeenschap wanneer cervixslijm van de beste kwaliteit aanwezig is tot en met de dag van de eerste temperatuurverhoging biedt de meeste kans op een spontane zwangerschap.
Naast de verhoogde kans op een spontane zwangerschap, bieden natuurlijk methodes ook diagnostische informatie bij pathologie. Afwezigheid van ovulatie, verkorte luteale fase, afwijkende bloedingspatronen,... kunnen nuttige informatie zijn voor de behandelende arts. Ook kan het paar de vermoedelijke geboortedatum nauwkeurig uitrekenen op basis van de ovulatie (en dus van de bevruchting).